# Transición de flujo laminar a turbulento

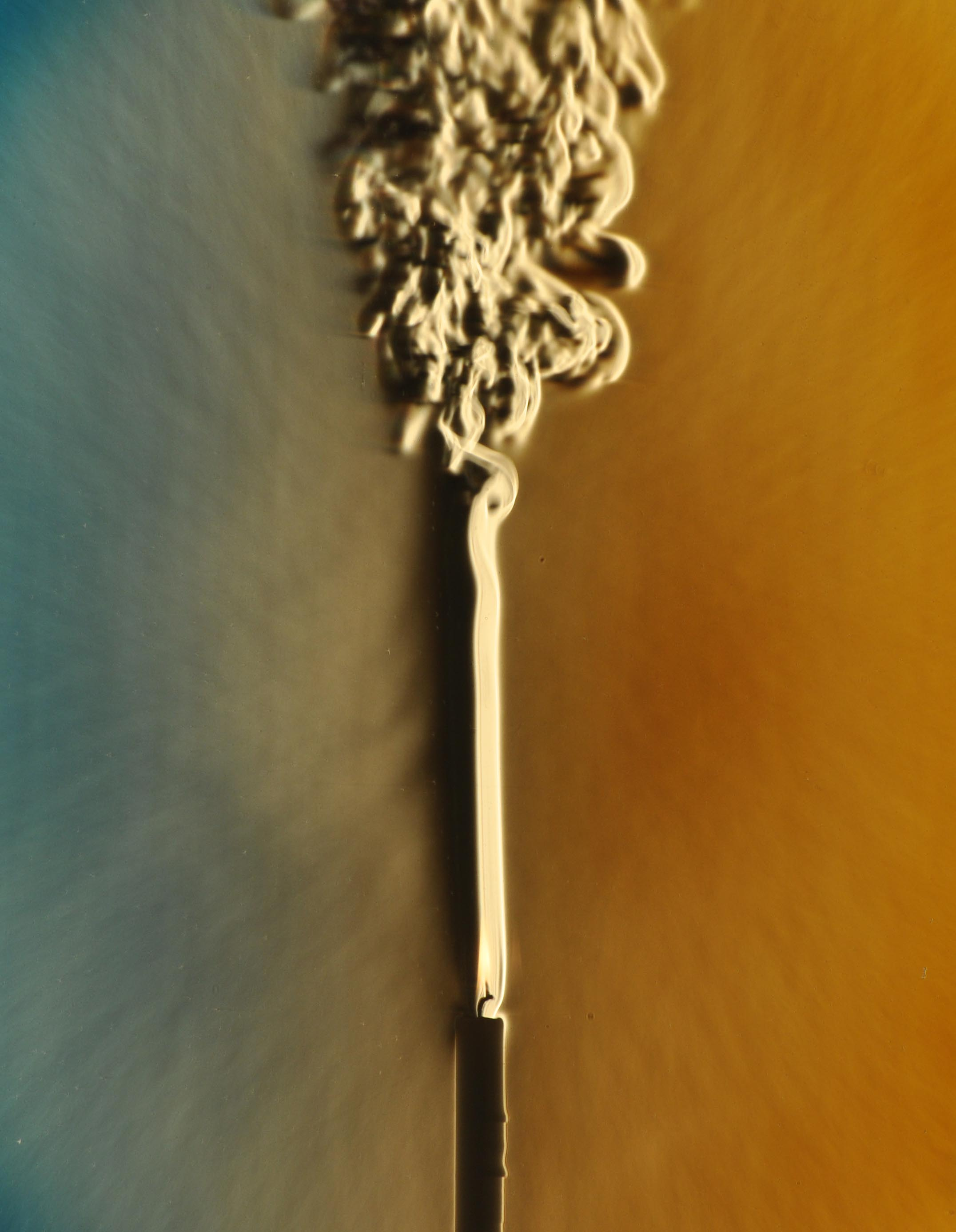
El penacho de una vela ordinaria pasa de flujo laminar a turbulento en esta fotografía de Schlieren.

En dinámica de fluidos, el proceso por el que un flujo laminar se convierte en  turbulento se conoce como transición laminar-turbulenta. El principal parámetro que caracteriza la transición es el número de Reynolds.
La transición se describe a menudo como un proceso que pasa por una serie de etapas.  "Flujo de transición" puede referirse a la transición en cualquier dirección, es decir, flujo de transición laminar-turbulento o flujo de transición turbulento-laminar.
El proceso se aplica a cualquier flujo de fluidos y se utiliza con más frecuencia en el contexto de las capas límite.

## Historia

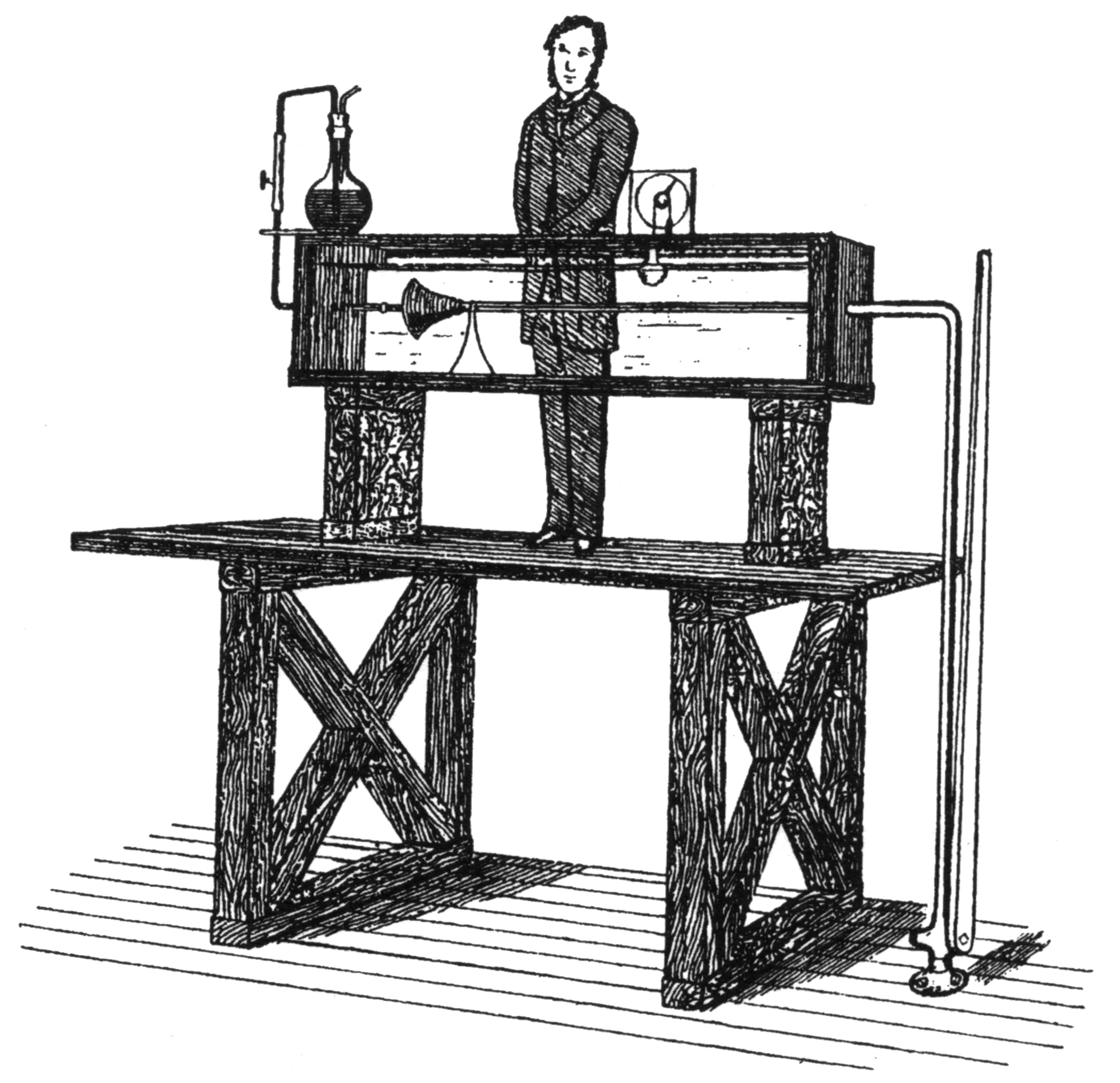
Experimento de Reynolds de 1883 sobre la dinámica de fluidos en tuberías

Observaciones de Reynolds de 1883 sobre la naturaleza del flujo en sus experimentos

En 1883 Osborne Reynolds demostró la transición al flujo turbulento en un experimento clásico en el que examinó el comportamiento del flujo de agua bajo diferentes velocidades de flujo utilizando un pequeño chorro de agua teñida introducido en el centro del flujo en un tubo más grande.
El tubo más grande era de cristal, de modo que se podía observar el comportamiento de la capa de flujo teñido, y en el extremo de este tubo había una válvula de control de caudal utilizada para variar la velocidad del agua en el interior del tubo.  Cuando la velocidad era baja, la capa teñida se mantenía nítida a lo largo de todo el tubo grande. Al aumentar la velocidad, la capa se rompía en un punto determinado y se difundía por toda la sección transversal del fluido. El punto en el que esto ocurría era el punto de transición del flujo laminar al turbulento. Reynolds identificó el parámetro que regía la aparición de este efecto, que era una constante adimensional denominada posteriormente número de Reynolds.
Reynolds descubrió que la transición se producía entre Re = 2000 y 13000, dependiendo de la suavidad de las condiciones de entrada. Cuando se tiene extremo cuidado, la transición puede producirse incluso con Re tan alto como 40000. Por otra parte, Re = 2000 parece ser el valor más bajo obtenido en una entrada brusca.
Las publicaciones de Reynolds sobre dinámica de fluidos comenzaron a principios de la década de 1870. Su modelo teórico definitivo, publicado a mediados de la década de 1890, sigue siendo el marco matemático estándar utilizado en la actualidad. Ejemplos de títulos de sus informes más innovadores son:
Mejoras en los aparatos para obtener fuerza motriz de los fluidos y también para elevar o forzar fluidos (1875)
Investigación experimental de las circunstancias que determinan si el movimiento del agua en canales paralelos será directo o sinuoso y de la ley de resistencia en canales paralelos (1883)
Sobre la teoría dinámica de los fluidos viscosos incompresibles y la determinación del criterio (1895)

## Etapas de transición en una capa límite

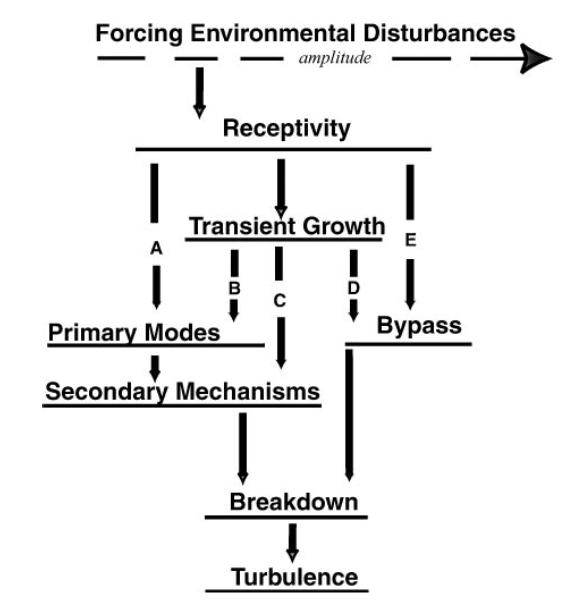
Camino desde la receptividad hasta la transición laminar-turbulenta ilustrado por Morkovin, 1994.

Una capa límite puede pasar a la turbulencia a través de varios caminos. Qué camino se realiza físicamente depende de las condiciones iniciales, como la amplitud inicial de la perturbación y la rugosidad de la superficie. El nivel de comprensión de cada fase varía enormemente, desde una comprensión casi completa del crecimiento del modo primario hasta una falta de comprensión casi completa de mecanismos de derivación.

### Receptividad
La etapa inicial del proceso de transición natural se conoce como fase de Receptividad y consiste en la transformación de perturbaciones ambientales -tanto acústicas (sonido) como vortical (turbulencia)- en pequeñas perturbaciones dentro de la capa límite. Los mecanismos por los que surgen estas perturbaciones son variados e incluyen el sonido y/o la turbulencia en flujo libre que interactúan con la curvatura de la superficie, las discontinuidades de forma y la rugosidad de la superficie. Estas condiciones iniciales son pequeñas perturbaciones, a menudo no mensurables, del estado básico del flujo. A partir de aquí, el crecimiento (o decaimiento) de estas perturbaciones depende de la naturaleza de la perturbación y de la naturaleza del estado básico. Las perturbaciones acústicas tienden a excitar inestabilidades bidimensionales como las ondas de Tollmien-Schlichtings (ondas T-S), mientras que las perturbaciones vorticales tienden a provocar el crecimiento de fenómenos tridimensionales como la inestabilidad de flujo cruzado.
Numerosos experimentos en las últimas décadas han revelado que la extensión de la región de amplificación, y por tanto la localización del punto de transición en la superficie del cuerpo, depende fuertemente no sólo de la amplitud y/o el espectro de las perturbaciones externas sino también de su naturaleza física. Algunas perturbaciones penetran fácilmente en la capa límite, mientras que otras no. Por consiguiente, el concepto de transición de la capa límite es complejo y aún carece de una exposición teórica completa.

### Crecimiento del modo primario
Si la perturbación inicial generada por el medio ambiente es lo suficientemente pequeña, la siguiente etapa del proceso de transición es la del crecimiento del modo primario. En esta etapa, las perturbaciones iniciales crecen (o decaen) de una manera descrita por la teoría de la estabilidad lineal. Las inestabilidades específicas que se exhiben en la realidad dependen de la geometría del problema y de la naturaleza y amplitud de las perturbaciones iniciales. A lo largo de un rango de número de Reynoldss en una configuración de flujo dada, los modos más amplificados pueden variar y a menudo lo hacen.
Existen varios tipos principales de inestabilidad que se producen habitualmente en las capas límite. En flujos subsónicos y en los primeros supersónicos, las inestabilidades bidimensionales dominantes son las ondas T-S. Para flujos en los que se desarrolla una capa límite tridimensional, como en un ala de barrido, la inestabilidad de flujo cruzado adquiere importancia. Para los flujos que navegan por una curvatura de superficie cóncava, los vórtices de Görtler pueden convertirse en la inestabilidad dominante. Cada inestabilidad tiene sus propios orígenes físicos y su propio conjunto de estrategias de control -algunas de las cuales están contraindicadas por otras inestabilidades-, lo que añade dificultad al control de la transición laminar-turbulenta.

#### Sonido armónico simple de la capa límite en la física de la transición a la turbulencia
El simple sonido armónico como factor precipitante en la transición repentina del flujo laminar al turbulento podría atribuirse a Elizabeth Barrett Browning. Su poema Aurora Leigh (1856) reveló cómo las notas musicales (el tañido de una campana de iglesia en particular) desencadenaban turbulencias vacilantes en las llamas de flujo laminar de las farolas de gas ("...las farolas de gas tiemblan en las calles y plazas": Hair 2016). Su poema, aclamado al instante, podría haber alertado a los científicos (por ejemplo, Leconte 1859) sobre la influencia del sonido armónico simple (SH) como causa de la turbulencia. Una oleada contemporánea de interés científico por este efecto culminó con la deducción de Sir John Tyndall (1867) de que determinados sonidos SH, dirigidos perpendicularmente al flujo, tenían ondas que se mezclaban con ondas SH similares creadas por la fricción a lo largo de los límites de los tubos, amplificándolas y desencadenando el fenómeno del flujo turbulento de alta resistencia.  Su interpretación resurgió más de 100 años después (Hamilton 2015).
Tollmien (1931) y Schlichting (1929) propusieron que la fricción (viscosidad) a lo largo de un límite plano liso, creaba oscilaciones de la capa límite (BL) de SH que aumentaban gradualmente en amplitud hasta que estallaba la turbulencia. Aunque los túneles aerodinámicos contemporáneos no confirmaron la teoría, Schubauer y Skramstad (1943) crearon un túnel aerodinámico refinado que amortiguaba las vibraciones y sonidos que pudieran incidir en los estudios de flujo de la placa plana del túnel aerodinámico. Confirmaron el desarrollo de oscilaciones BL de cresta larga SH, las ondas de cizalladura dinámicas de transición a la turbulencia. Demostraron que las vibraciones de aleteo SH específicas inducidas electromagnéticamente en una cinta ferromagnética BL podían amplificar las ondas de aleteo SH BL (BLF) similares inducidas por el flujo, precipitando la turbulencia a velocidades de flujo mucho más bajas. Además, algunas otras frecuencias específicas interferían con el desarrollo de las ondas SH BLF, preservando el flujo laminar a velocidades de flujo superiores.
La oscilación de una masa en un fluido es una vibración que crea una onda sonora. Las oscilaciones SH BLF en un fluido de capa límite a lo largo de una placa plana deben producir sonido SH que se refleja en el límite perpendicular a las láminas de fluido. A finales de la transición, Schubauer y Skramstad encontraron focos de amplificación de las oscilaciones BL, asociados a ráfagas de ruido ("puntos turbulentos"). La amplificación focal del sonido transversal en la transición tardía se asoció a la formación de vórtices BL.
El sonido amplificado focal de los puntos turbulentos a lo largo de una placa plana con oscilación de alta energía de las moléculas perpendicularmente a través de las láminas, podría causar repentinamente la congelación localizada del deslizamiento laminar. El frenado repentino de los puntos "congelados" de fluido transferiría resistencia a la alta resistencia en el límite, y podría explicar los vórtices BL de transición tardía. Osborne Reynolds describió puntos turbulentos similares durante la transición en el flujo de agua en cilindros ("destellos de turbulencia", 1883).
Cuando estallan muchos vórtices aleatorios al iniciarse la turbulencia, la congelación generalizada del deslizamiento laminar (entrelazamiento laminar) se asocia al ruido y a un aumento espectacular de la resistencia al flujo. Esto también podría explicar que el perfil parabólico de isovelocidad del flujo laminar cambie bruscamente al perfil aplanado del flujo turbulento, ya que el deslizamiento laminar se sustituye por el entrelazamiento laminar al estallar la turbulencia (Hamilton, 2015).

### Inestabilidades secundarias
En realidad, los propios modos primarios no conducen directamente a la ruptura, sino que dan lugar a la formación de mecanismos de inestabilidad secundarios. A medida que los modos primarios crecen y distorsionan el flujo medio, comienzan a mostrar no linealidades y la teoría lineal deja de ser aplicable. Para complicar el asunto, la creciente distorsión del flujo medio puede dar lugar a puntos de inflexión en el perfil de velocidad, una situación que Lord Rayleigh demostró que indicaba inestabilidad absoluta en una capa límite. Estas inestabilidades secundarias conducen rápidamente a la ruptura. Estas inestabilidades secundarias suelen tener una frecuencia mucho mayor que sus precursoras lineales.